# NGC 4801
NGC 4801 este o brightest cluster galaxy⁠(d) situată în constelația Ursa Mare. A fost descoperită în 26 aprilie 1789 de către William Herschel.